# Đồng Minh chiếm đóng Đức
Đồng Minh chiếm đóng Đức là thời kỳ nước Đức bị lực lượng quân Đồng Minh chiếm đóng  sau Chiến tranh thế giới thứ hai chia phía tây đất nước theo giới tuyến Oder-Neisse thành bốn khu vực chiếm đóng cho các mục đích hành chính trong thời gian 1945-1949. Trong những tuần cuối của cuộc chiến ở châu Âu, Quân đội Hoa Kỳ đã đẩy vượt ra ngoài ranh giới đã thoả thuận trước cho các vùng chiếm đóng về sau, ở một số nơi đã vượt quá 200 dặm. Các dòng tiếp xúc giữa Liên Xô và các lực lượng Mỹ vào cuối chiến sự là tạm thời. Trong hai tháng sau đó họ đã tổ chức các khu vực đã được phân công vào các khu của Liên Xô, lực lượng Mỹ rút trong những ngày đầu tiên của tháng 7 năm 1945. Một số kết luận rằng đây là một động thái quan trọng trong việc thuyết phục Liên Xô cho Mỹ, Anh, Pháp và các lực lượng khác vào khu quân sự ở Berlin, xảy ra gần như cùng thời điểm (tháng 7 năm 1945).

## Những vùng bị chiếm đóng

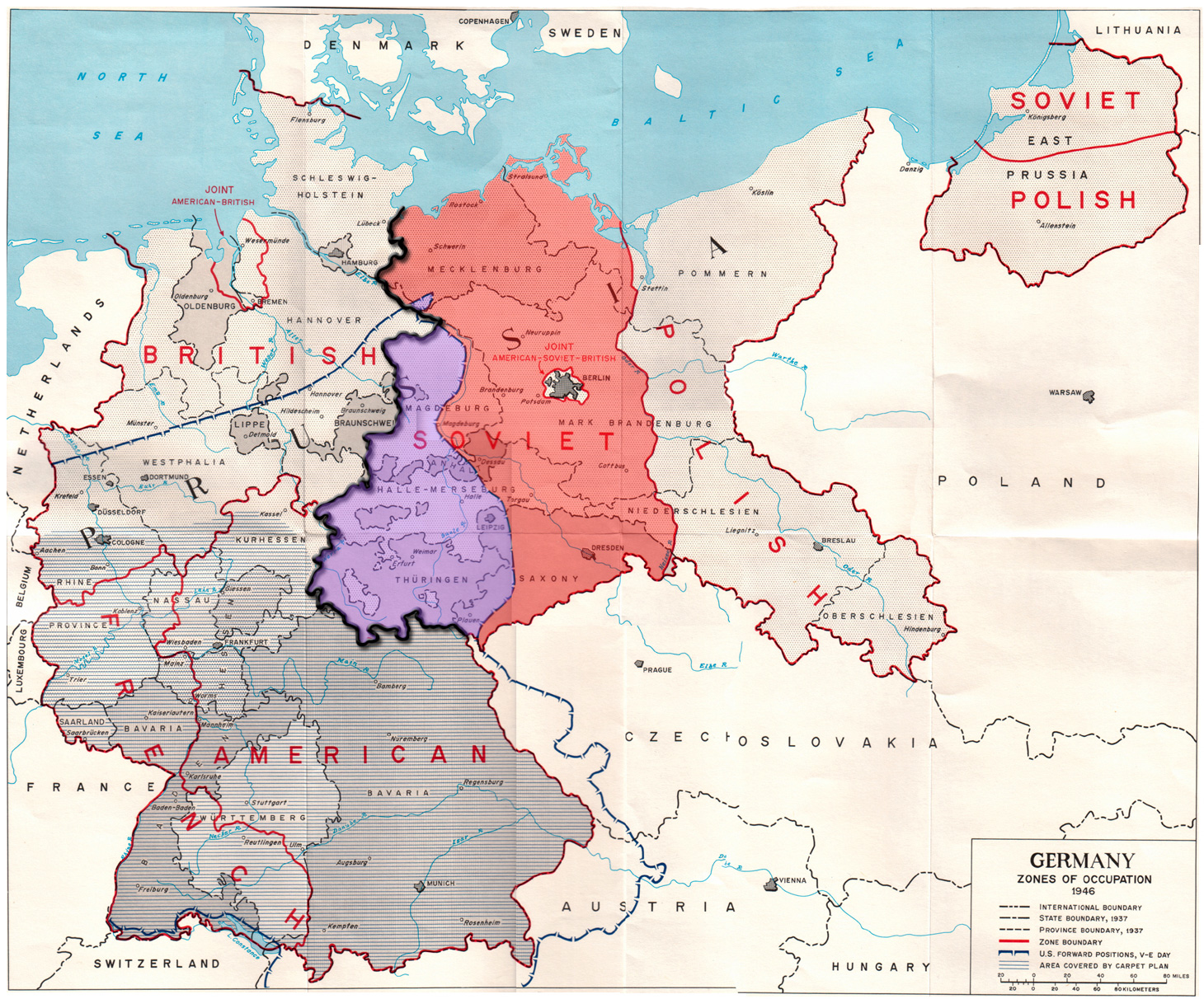
Một bản đồ thực tế cho thấy vị trí chiếm đóng của bốn nước Đồng minh.

### Các vùng không còn thuộc Đức
Các quốc gia hoặc các vùng bị Đức Quốc xã chiếm đóng đều được giải phóng hoặc trả lại như cũ. Ngoài ra, các vùng phía đông theo đường giới tuyến Oder-Neisse được trao trả cho Ba Lan nhằm bồi thường lại các vùng bị mất sau sự chiếm đóng của Liên Xô (Liên Xô được giữ lại các vùng chiếm được của Ba Lan sau Thế chiến). Phần Bắc và Đông Phổ được sáp nhập vào Liên Xô và trở thành tỉnh Kaliningrad. Một phần lãnh thổ phía tây được trao cho Hà Lan.

### Sự chiếm đóng
Sự chiếm đóng này nhằm mục đích giải giới nước Đức. Các nước Đồng Minh đều đồng ý là nước Đức sẽ không bị chia cắt và sẽ trả lại sau vài năm. Để thực hiện việc này, nước Phổ sẽ bị giải thể và các bang được tổ chức lại một cách hợp lý hơn.

### Vùng của Mỹ
Vùng của Mỹ bao gồm các bang Bayern, Hessen, Württemberg-Baden (sau là một phần tạo nên bang Baden-Württemberg). Mỹ cũng muốn nắm giữ phần Tây Bắc Đức do đó họ được thêm thành bang Bremen (bao gồm cả Bremerhaven). Ngoài ra họ còn có một phần của thành phố Berlin mặc dù thường không được tính vào vùng này. Thủ phủ vùng chiếm đóng là Frankfurt am Main. Trưởng vùng là tướng Eisenhower.

### Vùng của Anh
Vùng của Anh có bang Hamburg, vốn được hồi phục sau khi Đức Quốc xã giải thể. Họ cũng taọ mới bang Schleswig-Holstein từ tỉnh thuộc Phổ cùng tên; Niedersachsen – sáp nhập bởi các tỉnh Brunswick, Oldenburg và Schaumburg-Lippe cùng bang Hannover năm 1946; và Nordrhein-Westfalen – sáp nhập bang Lippe, tỉnh Rheinland (phần Bắc) và tỉnh Westfalen. Năm 1947, thành bang Bremen chuyển sang phần của Mỹ. Họ cũng có vùng chiếm đóng ở Berlin. Thủ phủ là thành phố Bad Oeynhausen.

### Vùng của Pháp
Ban đầu Pháp không tham gia chiếm đóng do họ không đóng góp nhiều trong cuộc chiến. Nhưng sau khi Anh can thiệp, Pháp cũng tham gia. Vùng của Pháp bao gồm bang Rhineland-Palatinate và bang Baden-Württemberg. Chính phủ Thụy Sĩ cũng cho phép Pháp chiếm đóng vùng thuộc Đức nhưng trong lãnh thổ Thụy Sĩ. Nước này cũng có một phần nhỏ ở Berlin. Thủ phủ là ở Baden-Baden. Ngoài ra họ còn có lãnh thổ Saar và gia nhập Tây Đức năm 1957.

### Vùng của Liên Xô
Liên Xô có vùng chiếm đóng rộng nhất do có nhiều binh sĩ Nga đã hi sinh trong Thế chiến. Vùng của họ có bang Brandenburg (từ tỉnh cùng tên thuộc Phổ), Mecklenburg-Vorpommern, Sachsen, Sachsen-Anhalt và Thüringen. Thủ phủ là ở Đông Berlin dù theo quy định Berlin không thuộc vùng chiếm đóng. Khác với các vùng chiếm đóng khác, vùng của Liên Xô sau này tạo thành nước Đông Đức còn các vùng khác tạo thành Tây Đức.

### Các vùng nhỏ hơn
Bao gồm các vùng thuộc Bỉ, Luxembourg, Na Uy, Canada,... hầu hết là cùng với Pháp và được tính là thuộc Pháp.